# Henry Bathurst, II conte Bathurst
Henry Bathurst, II conte Bathurst (20 maggio 1714 – Cirencester, 6 agosto 1794), è stato un avvocato e politico inglese.

## Biografia
Era il figlio di Allen Bathurst, I conte Bathurst, e di sua moglie, Catherine Apsley. Frequentò il Balliol College e nel 1745 divenne un membro del King's Counsel. 

## Carriera
Nel mese di aprile 1735 era stato eletto membro del Parlamento per Cirencester, e fu ricompensato per la sua opposizione al governo con la carica di procuratore generale nel 1745 e, poi a procuratore generale di Federico, principe di Galles nel 1748. Alla morte del principe del Galles nel 1751, Bathurst chiese di continuare a svolgere lo stesso incarico per il principe Giorgio.
Si dimise dal suo seggio in parlamento nel mese di aprile 1754 e fu nominato giudice della Court of Common Pleas nel mese successivo. 
Fu ammesso al Consiglio della Corona. Nel 1771 fu nominato lord cancelliere e in quella occasione fu creato "barone Apsley". 
Era amico personale dell'ammiraglio William Howe. Successe al padre come "conte Bathurst" nel mese di settembre 1775. Nel novembre 1779 fu nominato Lord presidente del Consiglio.
Nel 1771 fu avviata la costruzione di Apsley House.

## Matrimoni

### Primo matrimonio
Sposò, il 19 settembre 1754, Anne Jones (?-4 febbraio 1758). Non ebbero figli.

### Secondo matrimonio
Sposò, il 14 luglio 1759, Tryphena Scawen (31 dicembre 1730-2 dicembre 1807), figlia di Thomas Scawen. Ebbero un figlio:
- Henry Bathurst, III conte Bathurst (22 maggio 1762-27 luglio 1834)

## Morte
Morì il 6 agosto 1794 a Oakley Grove, vicino a Cirencester. 